# Helig skrift

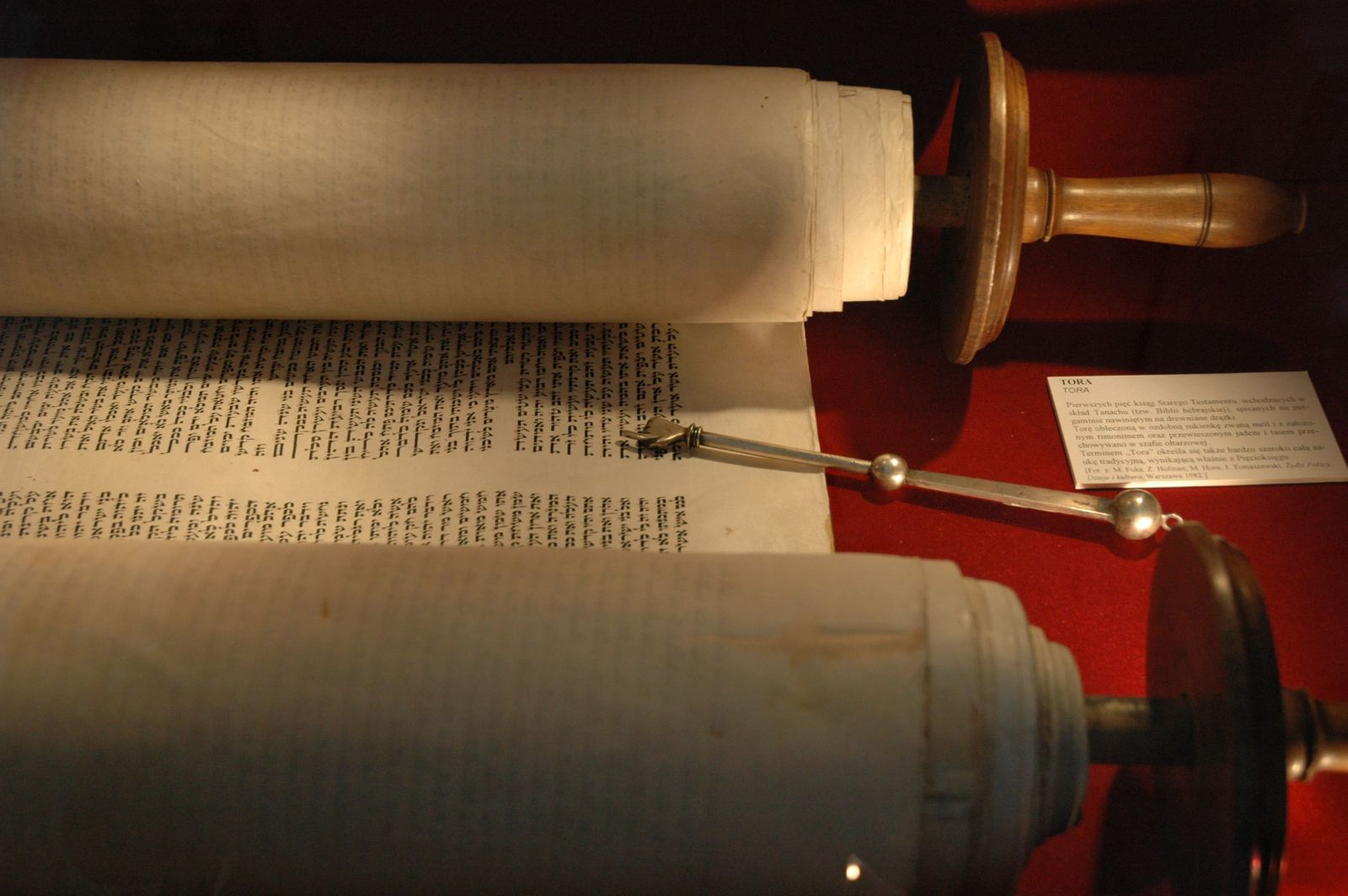
Torah-rulle och pekare för att fingerberöring inte ska orena eller slita

En helig skrift är ett skriftverk som oftast är en religions högsta auktoritet. Ofta kan dock termen "helig skrift" användas om fler än en skrift inom en viss religion. Bibeln kallas ofta "Skriften", men är egentligen en samling böcker med skilda författare, biblia (grek. plural). Några religioner ses som ursprungna från andra, vilkas skrifter också bekänns vara heliga, även om det ofta inte får någon praktiskt betydelse. 

## Definition av helig skrift
Den brukar anses vara skriven med en gudomlig inspiration, vilket gör den skild från andra skrifter, och hanteras med särskild vördnad och rituell renhet, ex. i sikhismen, islam och judendomen. I vissa fall kan speciell vördnad visas för författaren som tillskrivs en osedvanlig uppenbarelse eller vishet. Skriften ses inom bl.a. islam som fullkomligt perfekt, utan någon möjlighet till brister, och får därmed inte ifrågasättas. Inom andra religioner erkänns möjligheten till transkriptionsfel och andra historiska brister, vilket studeras inom textkritiken, samt möjligheten att budbärarens ofullkomlighet påverkat texten. Olika grader av tilltro till de heliga skrifterna förekommer inom de flesta religioner, från en bokstavstro (verbalinspiration) och en tilltro till författaren som gudomligt inspirerad, till att texten innehåller ett religiöst budskap som kan behöva tolkas om och anpassas. Förekomsten av tusentals antika källdokument med diskrepanser kan ses som en utmaning för skriftens "helighet", vilket accepteras inom kristendomen. Däremot destruerades Koranens källdokument av Uthman för att varierande läsarter inte skulle finnas eller ens tillåtas, utan alla kopior skulle följa en officiell version, vilket dock inte lyckades helt ändå.
Många gånger har texten inte omedelbart definierats som helig utan har genomgått en process av kanonisering där man med tiden auktoriserat texten som "helig". I flera fall är det originallydelsen hos texten som anses helig, medan översättningar inte anses kunna återge helt korrekt betydelse, och i bägge fall finns ofta en tradition att använda en ålderdomlig språkdräkt. I Koranen bevaras en form av arabiska som är så ålderdomlig att lekmän har svårt att förstå den. Vissa kyrkor använder helst King James Bible från 1611, som de anser vara särskilt trogen en originaltext.  
Texten har ofta direkt samband med religionsstiftaren, även om författarens identitet kan vara omstridd, eftersom en text i äldre tider tillskrevs kända personer av heders- eller auktoritetsskäl, och ibland var nedskriften ett återgivande av någons muntliga berättande efter en längre tidsrymd. Inom exegesen efterforskas den språkliga betydelsen av ursprungstexten. Däremot studeras i hermeneutiken tolkning på ett högre plan, i ett sammanhang. Inom kristendomen och judendomen finns även öppen diskussion bland texttolkare och teologer om hur de gamla skrifterna ska användas i en annan tidsålder än den då skriften kom till. Dock anses heliga skrifter i regel ha en viss allmän giltighet för alla tider, inte bara för tillkomstkontexten.

## Användning
En religions ceremoniella och etiska rättesnöre baseras vanligen på de heliga skrifterna eller en viss tolkning därav. En rättrogen efterföljare till en religion förväntas känna till och följa de viktigaste principerna i de heliga skrifterna och i vissa fall lära sig textstycken utantill. I vissa religioner används utplockade textavsnitt och ges närmast magisk betydelse, och kan användas i religiösa ritualer, besvärjelser, meditation etc. De är ofta en inspirationskälla till religiösa sånger. I vissa religioner får bara utvalda personer hantera de heliga skrifterna, medan det i den kristna pietismen anses vara den enskildes rättighet och ansvar att läsa Bibeln för att tillägna sig innehållet. Även inom den romersk-katolska kyrkan blev detta tillåtet efter Andra Vatikankonciliet (1962-65). Skriftlärda och präster har emellertid oftast tolkningsföreträde av skriften och en speciell social status. Inom flera religioner finns rörelser som betonar kunskap, del i skrifterna men även en utomskriftlig uppenbarelse, som speciellt värdefull och ibland nödvändig för saligheten, vilket också kan inkludera mysticism. Sådana är vissa kristna grupper, gnosticismen, jnanayoga, vissa sofister och i viss mån sufismen, men de som ägnar sig åt hängivenhet kan inkludera extatiska inslag och även sådant som kan stå i kontrast mot skrifterna, vilket riskerat anklagelse om villfarelse ("kätteri"). Detta kan även ske i viss mån i karismatisk kristendom. En betoning på Bibelstudier kan förekomma både bland dem som finns inom ekumeniken, och i grupperingar i teologiska ytterlighetspositioner, såsom Jehovas Vittnen.
En helig skrift med dess etiska principer används vanligen i den enskildes privata fromhet, men har inom vissa religioner fått politisk betydelse, där man anser att samhället ska inrättas efter skriftens lagar, som då ska gälla även dem som inte själva valt denna fromhet. Detta har historiskt gällt i judiska och kristna teokratier eller med en statskyrka och är huvudregel där islamisk sharia-lagstiftning tillämpas, även idag. Även i Indien som officiellt är en sekulär federation, har fått hinduistiskt motiverade lagar och förordningar mot andra religioners utövare. Speciellt i USA argumenterar kristna politiska krafter för lagar baserade på deras tolkning av Bibelns budskap, vilket synts speciellt i debatten om abort och homosexuellas rättigheter i samhället. I andra politiska system har vissa religiösa, heliga skrifter förbjudits och även bränts i bokbål. En fundamentalistisk tro står ofta i motsats till mångfald och tolerans för yttrandefrihet för andra ideologier. I kommunistiska och islamiska länder har det varit strängt förbjudet att smuggla in främmande religiösa skrifter, såsom Bibeln.

## Några viktiga heliga skrifter
- Andarnas bok (Spiritism)
- Avesta (Zoroastrism)
- Bayán (Bábism)
- Bibeln (Kristendom)
- Bhagavadgita (Hinduism)
- Daodejing (Daoism)
- De fem klassikerna (Konfucianism)
- En kurs i mirakler (New Age)
- Guru Granth Sahib (Sikhism)
- Havamal (Asatro)
- Kalpasutra (Jainism)
- Kebra Nagast (Rastafarianism)
- Kitáb-i-Aqdas (Bahá'i)
- Kitab-i-Iqan (Bahá'i)
- Kojiki (Shintoism)
- Koranen (Islam)
- Lotussutran (Buddhism)
- Mormons bok (Mormonism)
- Nihonshoki (Shintoism)
- Rigveda (Hinduism)
- Den Satanistiska Bibeln (Satanism enligt Anton LaVey)
- Skuggornas bok (Wicca)
- Swedenborgs skrifter (Swedenborgianism)
- Tanakh (Judendom, sekundärt kristendom och islam)
- Daodejing (daoism)
- Torah (Judendom, sekundärt kristendom och islam)
- Tripitaka (Buddhism)
- Upanishaderna (Hinduism)

Bahá'i hedrar judendomens, kristendomens och islams skrifter, men även icke-monoteistiska religioners.

Alla kristna kyrkor och sekter inkl. mormonismen har Bibeln som helig skrift, men vissa har tillägg, eller godtar bara specifika översättningar, såsom King James Only-rörelsen. Vissa ger mycket stort värde åt skrifter från rörelsens upphovsmän, närmast som profeter, ex. Ellen G. White (adventismen).
Vissa "semiheliga" skrifter betraktas inte heliga i gudomligt avseende, men ändå som mycket normgivande och med stor vördnad:
- Hadith (Islam)
- Talmud (Judendom)
- Apokryferna (Kristendom, beroende på riktning)
- Skrifter av kyrkofäderna (Kristendom, beroende på riktning)
- Dianetik (Scientologin)

Även inom andra rörelser än religiösa förekommer skrifter som av anhängare betraktas närmast heliga, och fundament för deras övertygelse:
- av Karl Marx (marxism)
- av Vladimir Lenin (leninism)
- av Josef Stalin (stalinism)
- av Mao Tse-Tung (maoism)
- av Lev Trotskij (trotskism)

En person som anser att en skrift ska användas som rättesnöre i sin ursprungliga lydelse utan större modifiering för den aktuella situationen och tidsåldern kallas ofta fundamentalist, inte sällan pejorativt. Ofta sker splittring mellan olika grupper som har i någon mån avvikande tolkning av de fundamentala skrifterna, vilket har setts i stridigheter mellan snarlika religiösa sekter, och bland den så kallade bokstavsvänstern.